# Carnac

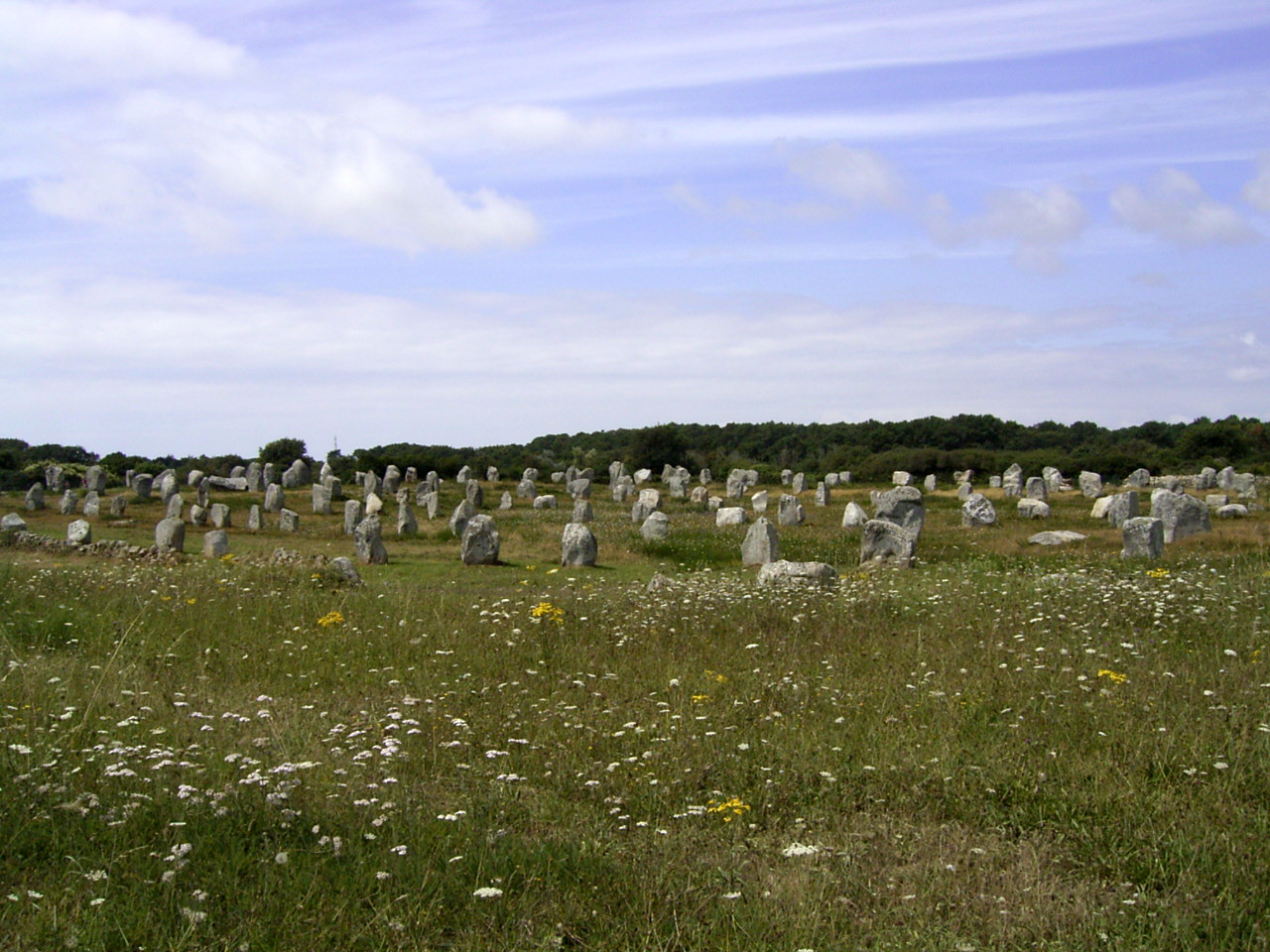
Menhiry w Carnac

Carnac (bret. Karnag) – miejscowość i gmina we Francji, w regionie Bretania, w departamencie Morbihan. Znane uzdrowisko i kąpielisko francuskiego wybrzeża Oceanu Atlantyckiego.
W okolicy miasta znajduje się „aleja” wyznaczona menhirami, dolmenami i kromlechami datowanymi na około 4500 lat p.n.e. 555 ustawionych w pionie menhirów tworzy 13 rzędów o długości 280 metrów każdy. Najwyższe menhiry mierzą 6,5 metra. Łącznie jest ich tu około 3 tysięcy. W pobliżu działa muzeum prehistoryczne (fr. Musée de Préhistorie de Carnac).
Według danych na rok 1990 gminę zamieszkiwały 4243 osoby, a gęstość zaludnienia wynosiła 130 osób/km² (wśród 1269 gmin Bretanii Carnac plasuje się na 109. miejscu pod względem liczby ludności, natomiast pod względem powierzchni na miejscu 233.).